# Ключиновка
Ключиновка (укр. Ключинівка) — село,
Гринцевский сельский совет,
Лебединский район,
Сумская область,
Украина.
Код КОАТУУ — 5922983205. Население по переписи 2001 года составляло 66 человек.

## Географическое положение
Село Ключиновка находится на расстоянии до 1,5 км от сёл Гринцево, Протопоповщина и Мироновщина.
По селу протекает пересыхающий ручей с запрудой.